# Andrew Rogers (Schauspieler)
Andrew Philip Rogers (* in La Rochelle, Département Charente-Maritime, Frankreich) ist ein US-amerikanisch-französischer Schauspieler.

## Leben
Rogers wurde in Frankreich in La Rochelle geboren. Sein Vater ist französisch und britischer Herkunft, seine Mutter französisch und italienischer Abstammung. Er wuchs sowohl in Frankreich als auch in den USA auf und lebte unter anderen in Bordeaux, New York City, Paris und San Francisco. Er besuchte das Lycée Francois La Pérouse und studierte an der University of California, Berkeley. Dort erlangte er 2009 seinen Bachelor in Political Economy of Industrial Societies.
2013 gab Rogers in einer Episode der Fernsehserie Headshots & Breakdowns sein Fernsehschauspieldebüt und war ab demselben Jahr bis 2014 in vier Episoden der Fernsehserie Skye of the Damned in der Rolle des Silas Winters zu sehen. 2016 gab er sein Spielfilmdebüt in What Happened Last Night. 2018 stellte er die wiederkehrende Rolle des Alan Santoro in insgesamt 12 Episoden der Fernsehserie New Dogs, Old Tricks dar. Ab 2021 spielte er vermehrt in Filmen des Filmstudios The Asylum mit, darunter War of the Worlds – Die Vernichtung, DC Down – Washington in Flammen, Transmorphers 2: Kriegsbestien-Mech und America is Sinking. 2022 hatte er eine größere Rolle im Film Torn: A Wicked Trilogy inne. Im selben Jahr übernahm er die männliche Hauptrolle des Liam im Fernsehfilm A Merry Single Christmas, der am 1. Dezember 2022 auf dem The Roku Channel gezeigt wurde. 2024 spielte er mit der Rolle des Josh eine der Hauptrollen im Film Holiday for Hire.

## Filmografie (Auswahl)
- 2013: Headshots & Breakdowns (Fernsehserie, Episode 1x03)
- 2013–2014: Skye of the Damned (Fernsehserie, 4 Episoden)
- 2014: Young N’ Reckless (Miniserie, 2 Episoden)
- 2014: Karl (Kurzfilm)
- 2016: What Happened Last Night
- 2017: Difficult People (Fernsehserie, Episode 3x07)
- 2017: Textual Intercourse (Fernsehserie, Episode 1x01)
- 2018: New Dogs, Old Tricks (Fernsehserie, 12 Episoden)
- 2019: Dear White People (Fernsehserie, Episode 3x02)
- 2019: Adam’s Package
- 2019: Christmas Matchmakers (Fernsehfilm)
- 2020: He Said She Said (Kurzfilm)
- 2020: The Wrong Wedding Planner (Fernsehfilm)
- 2020: Cheer Camp Killer (Fernsehfilm)
- 2020: Joy & Hope (Fernsehfilm)
- 2020: Diversify
- 2021: Harvey
- 2021: Mommy’s Deadly Con Artist (Fernsehfilm)
- 2021: Wicked
- 2021: Dark Cycle
- 2021: Deadly Seduction (Fernsehfilm)
- 2021: With Love (Fernsehserie, Episode 1x05)
- 2021: War of the Worlds – Die Vernichtung (War of the Worlds: Annihilation)
- 2021: Aidy Kane (Really Wants You to Love Him) (Fernsehserie, 3 Episoden)
- 2022: Die Goldbergs (The Goldbergs, Fernsehserie, Episode 9x14)
- 2022: Keeping Up with the Joneses (Miniserie, Episode 2x03)
- 2022: Torn: A Wicked Trilogy (Torn)
- 2022: A Merry Single Christmas (Fernsehfilm)
- 2022: Süße Weihnachten – A Belgian Chocolate Christmas (A Belgian Chocolate Christmas)
- 2023: How I Met Your Father (Fernsehserie, Episode 2x05)
- 2023: Under the Influencer
- 2023: DC Down – Washington in Flammen (DC Down)
- 2023: Transmorphers 2: Kriegsbestien-Mech (Transmorphers: Mech Beasts)
- 2023: Code Break
- 2023: Dog Bites Man
- 2023: Battle of the Atlantic – America vs Russia (Top Gunner: Battle of the Atlantic)
- 2023: The Bachelorette Sleeper Edition (Kurzfilm)
- 2023: America is Sinking
- 2024: Holiday for Hire
- 2024: Stream
- 2024: On the Market